# هموفارم
هموفارم (انگلیسی: Hemofarm) شرکت داروسازی صربستانی است، که در سال ۱۹۶۰ تأسیس شد.